# Tętniak prawdziwy

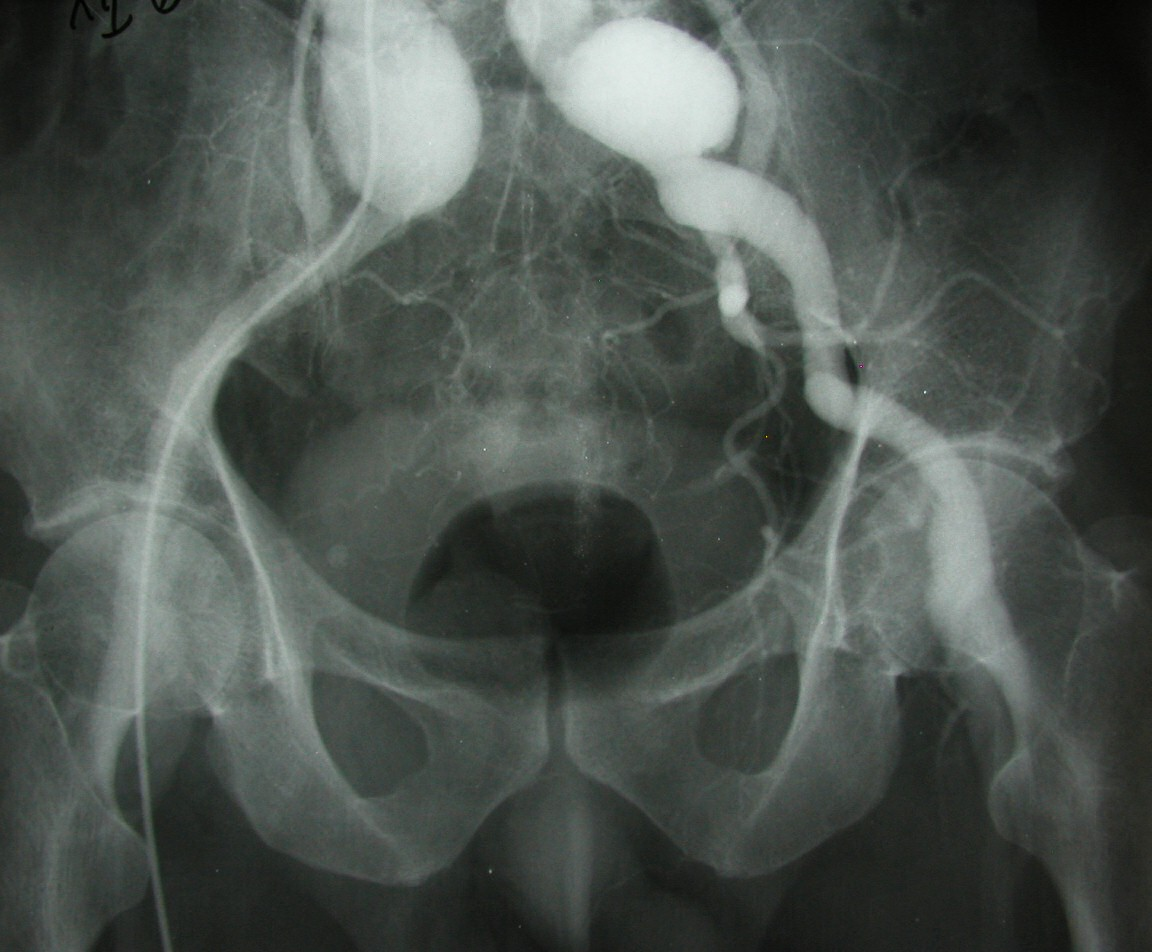
Obustronne tętniaki prawdziwe tętnic biodrowych

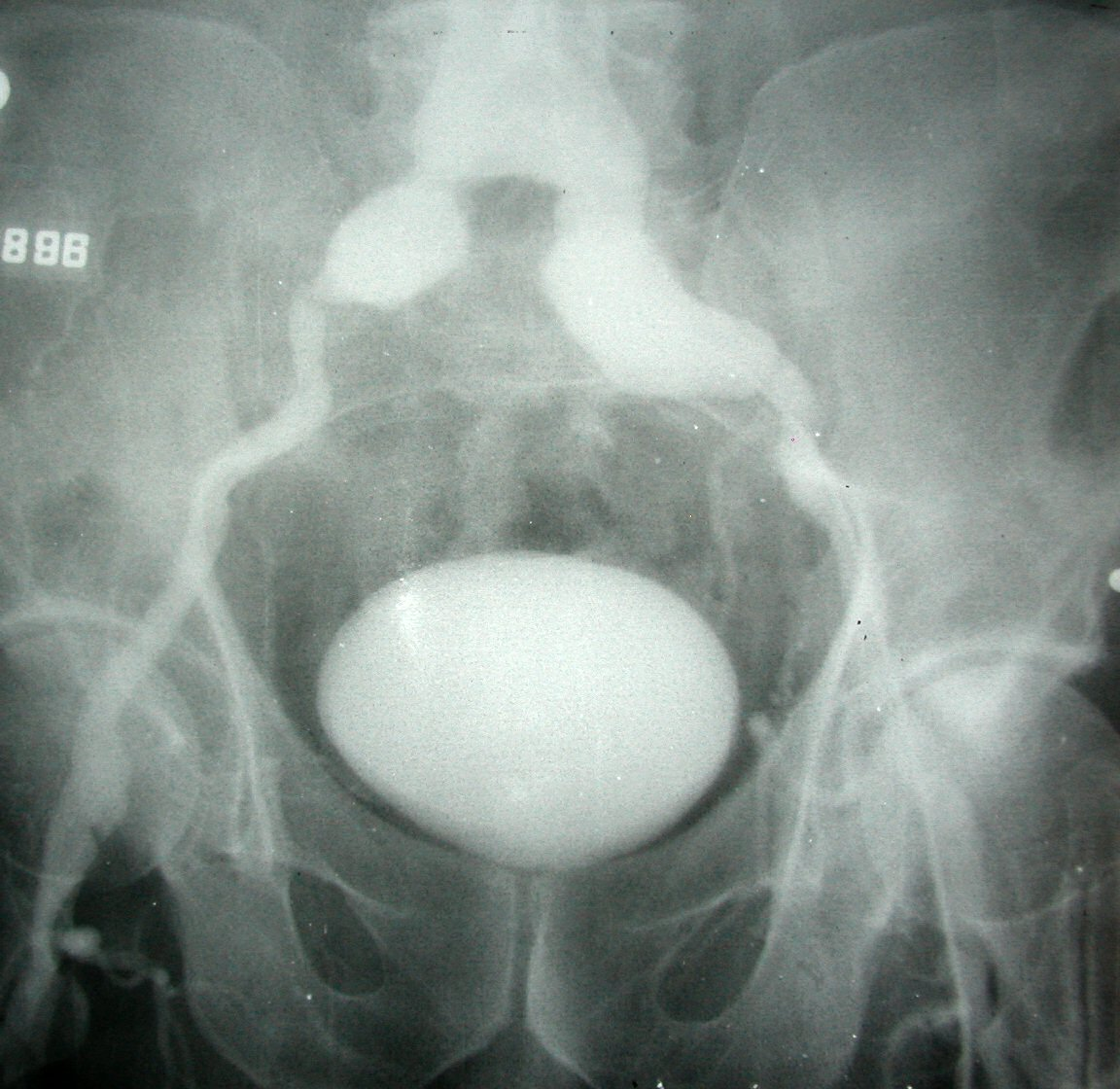
Obustronne tętniaki prawdziwe tętnic biodrowych

Tętniak prawdziwy (łac. aneurysma verum; ang. true aneurysm) – workowate poszerzenie światła naczynia, przy zachowaniu ciągłości ścian o pierwotnej budowie. Związany z wrodzonym defektem budowy ściany tętnicy (np. zespół Marfana) lub powstały na skutek jej osłabienia przez proces zapalny. Może być skutkiem urazu. Występuje w większości tętnic. Leczenie polega zazwyczaj na wycięciu i wstawieniu protezy naczyniowej. W przypadku naczyń mózgowych leczenie polega, jeżeli to możliwe, na zaklipsowaniu tętniaka. W innych mniejszych naczyniach pozostawia się je bez leczenia. Tętniaki prawdziwe aorty o średnicy poniżej 4 cm nie podlegają leczeniu. Tętniaki większe leczone są tylko w przypadkach zagrażających pęknięciem (np. szybko poszerzający się tętniak).

Przeczytaj ostrzeżenie dotyczące informacji medycznych i pokrewnych zamieszczonych w Wikipedii.